# Palazzo Bonaparte (Firenze)

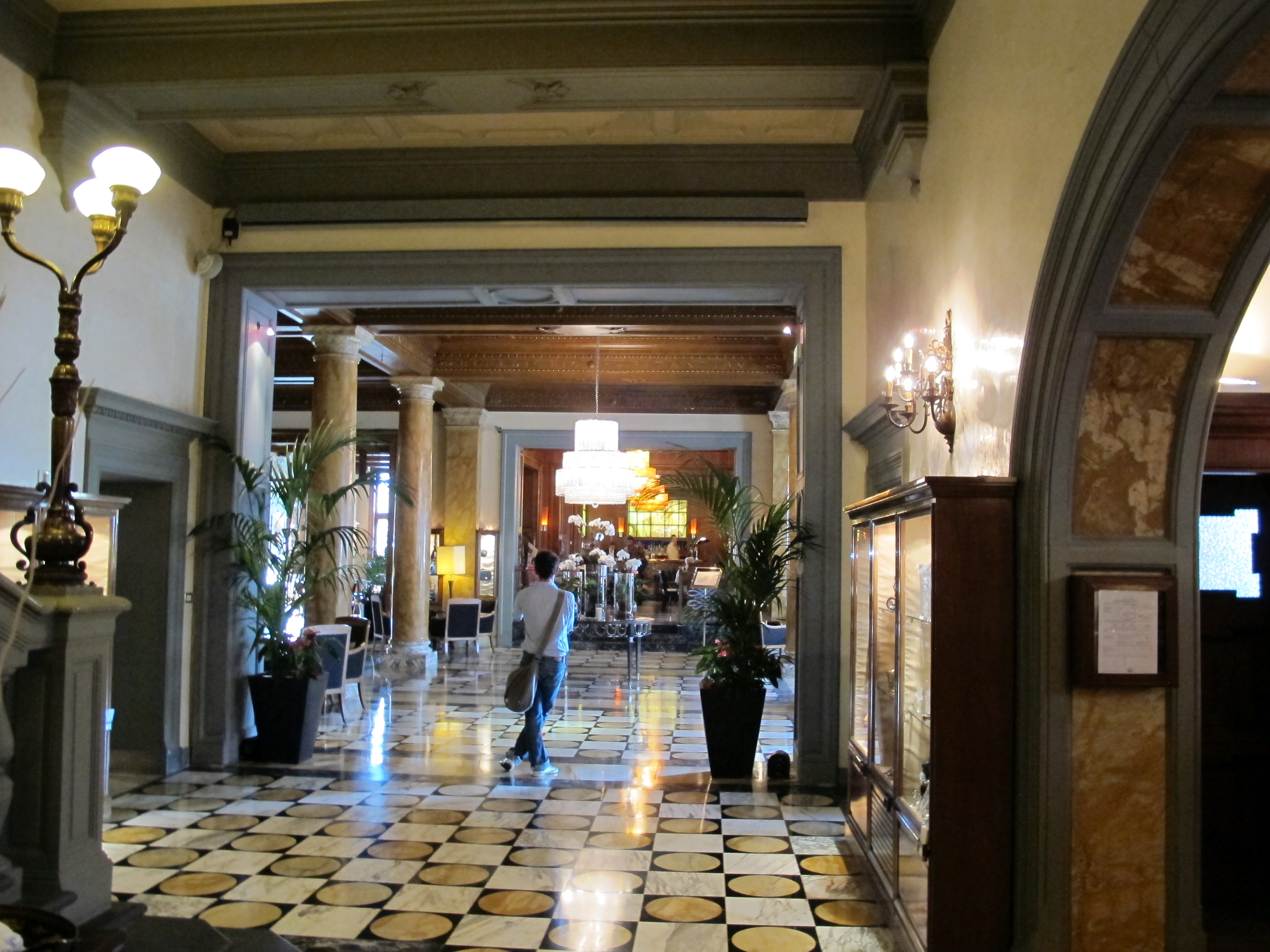
La hall

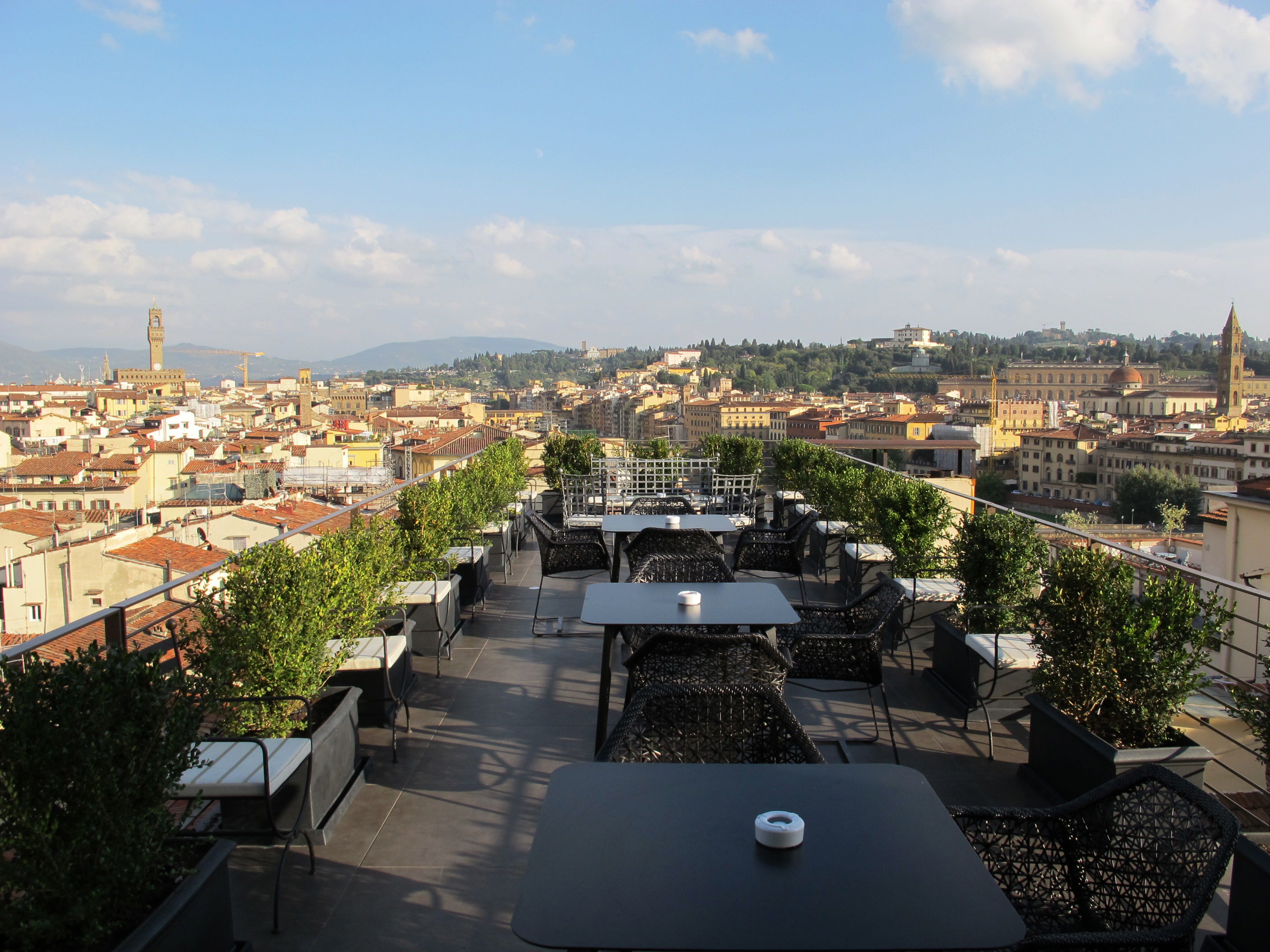
La terrazza

Palazzo Bonaparte (oggi Hotel Westin Excelsior) è un edificio storico di Firenze situato in piazza Ognissanti 3.

## Storia e descrizione
Erano qui in origine alcune proprietà dei Della Rena, compreso un palazzo segnalato per una serie di decorazioni murali a quadratura realizzate attorno al 1730 da Lorenzo Del Moro, e che forse aveva il prospetto principale su borgo Ognissanti.
L'incisione di Giuseppe Zocchi del 1744 che illustra la chiesa e la piazza Ognissanti mostra su questo lato un esteso fabbricato, alto tre piani e sviluppato per almeno quindici assi (quanti se ne contano nella veduta), con un solo e modesto ingresso dal lato prospiciente l'Arno. Fu probabilmente parte di questo l'edificio che Carolina Bonaparte vedova di Gioacchino Murat, già re di Napoli, acquistò nel 1832 e «...fece ridurre per sua abitazione all'architetto Giuseppe Martelli l'anno 1835, e il 18 maggio 1839 vi terminò i suoi giorni».
Successivamente l'intero complesso venne ridotto ad alberghi (probabilmente a formare due distinte strutture ricettive), modificando radicalmente la costruzione del Martelli. Al tempo di Federico Fantozzi abbiamo testimonianza della presenza qui dell'Hotel d'Italie (dove nel 1871 avrebbe soggiornato la scrittrice inglese Maria Louisa de la Ramée, nota con lo pseudonimo Ouida) affiancato (sempre se intendiamo bene) dall'Hotel de la Ville. Walther Limburger segnala invece qui l'Hotel Excelsior d'Italie.
Certo è che nel 1927 (poco dopo un ulteriore intervento di ristrutturazione degli interni condotto su progetto dell'architetto Ugo Giusti) l'albergatore svizzero Gérard Kraft era proprietario di ambedue le precedenti strutture e già l'albergo si era imposto in città come Excelsior. A questo periodo, negli anni compresi tra il 1927 e il 1930, fu progettata nuovamente - in relazione alla nuova gestione - tutta la decorazione degli spazi interni affidando i lavori a Ezio Giovannozzi, del quale ci restano il notevolissimo lucernario del salone interno e le vetrate della sala da pranzo, e ancora due affreschi (firmati) con scene allegoriche.
Al 1951 si data il progetto per il roof garden redatto da Nello Baroni, Maurizio Tempestini e Pietro Porcinai. Acquistata nel 1958 dalla Ciga la struttura fu interessata da imponenti opere di ristrutturazione. Attualmente è sede del Westin Excelsior.
Tra le firme degli ospiti dell'albergo alcuni dei nomi più illustri del Novecento, da Arthur Rubinstein a Charlie Chaplin, da Françoise Sagan a Orson Welles a Henry Ford.
Sull'angolo tra la piazza e il borgo d'Ognissanti è un tabernacolo in pietra settecentesco (datato 1771), evidentemente qui rimontato dopo i lavori ottocenteschi di risistemazione del luogo: conserva un pregevole stucco policromato da ricondurre alla seconda metà del Quattrocento raffigurante la Madonna col Bambino, restaurato nel 2009 per interessamento del Lions Club Firenze di Bagno a Ripoli.

## Bibliografia

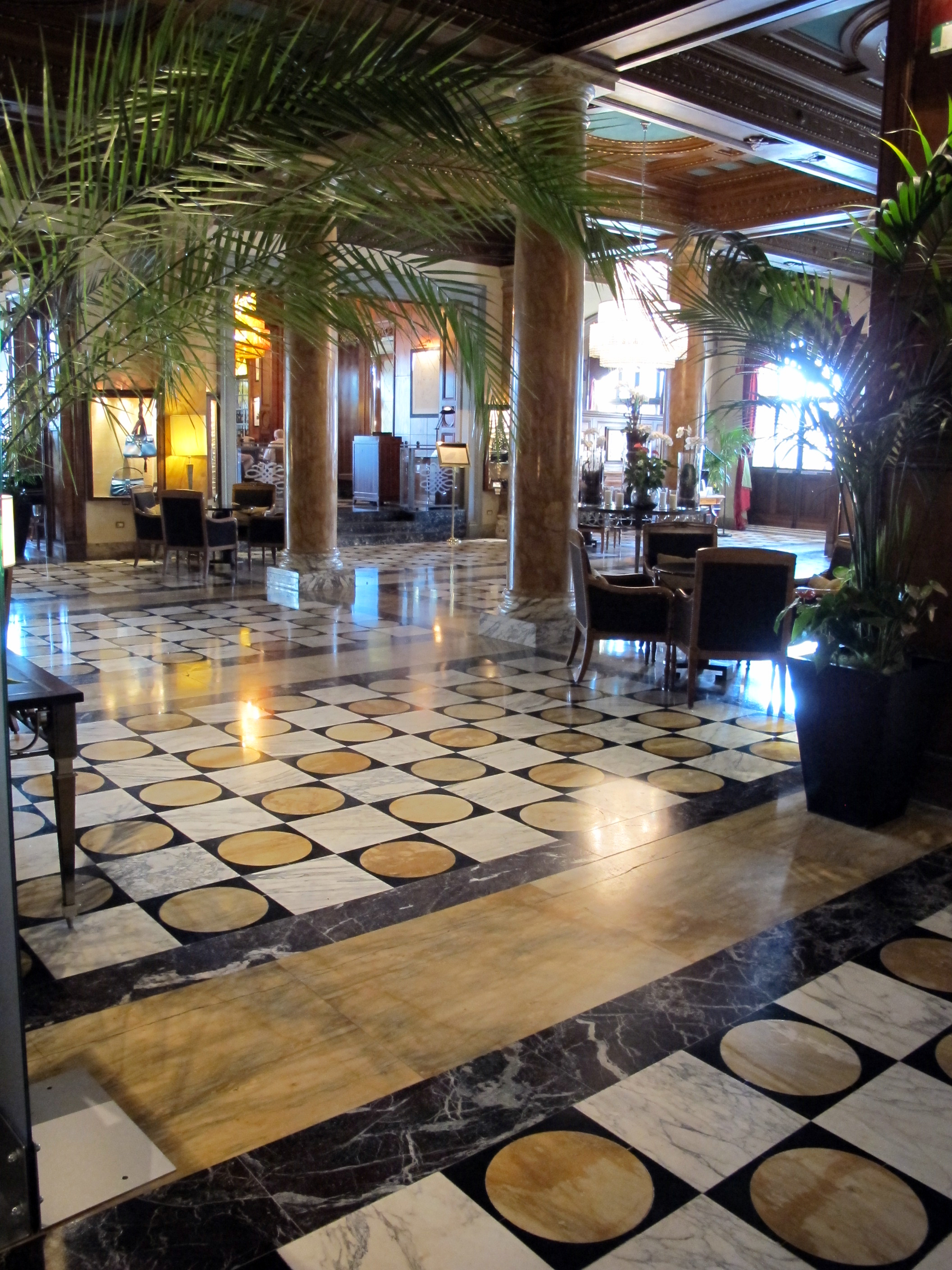
Hall